# Tibor Fischer
Tibor Fischer (ur. 15 listopada 1959 w Stockport) – brytyjski pisarz pochodzenia węgierskiego.

## Życiorys
W 1980 ukończył studia na University of Cambridge. W latach 1988–1990 był korespondentem dziennika Daily Mail w Budapeszcie. Za swój debiut powieściowy Pod żabą otrzymał nagrodę literacką Betty Trask Award.
Mieszka w Londynie.

## Dzieła

### Powieści
- Under the Frog (1992; wyd. pol. Pod żabą 2002)
- The Thought Gang  (1994)
- The Collector Collector (1997)
- Voyage to the End of the Room  (2003)
- Good to be God (2008)
- How to Rule the World (2018)

### Zbiory opowiadań
- Don’t Read This Book If You’re Stupid (2000; wyd. pol. Lubię być zabijana 2009)
- Crushed Mexican Spiders (2011)